# Rivaz (gmina)
Rivaz − miejscowość i gmina (commune) w zachodniej Szwajcarii, w kantonie Vaud, w okręgu (district) Lavaux-Oron. Leży nad Jeziorem Genewskim.  

## Demografia
W Rivaz mieszkają 332 osoby. W 2021 roku 15,7% populacji gminy stanowiły osoby urodzone poza Szwajcarią.

## Transport
Przez teren gminy przebiega droga główna nr 9.